# Eulithomyrmex striatus
Eulithomyrmex striatus är en myrart som först beskrevs av Carpenter 1930.  Eulithomyrmex striatus ingår i släktet Eulithomyrmex och familjen myror. Inga underarter finns listade i Catalogue of Life.